# Socratina
Socratina é um género botânico pertencente à família Loranthaceae.

## Espécies
- Socratina bemarivensis'
- Socratina keraudreniana
- Socratina phillipsoniana